# Castrejón de Trabancos
Castrejón de Trabancos – gmina w Hiszpanii, w prowincji Valladolid, w Kastylii i León, o powierzchni 30,2 km². W 2011 roku gmina liczyła 216 mieszkańców.